# Государственный переворот в Гвинее-Бисау (2012)
Государственный переворот в Гвинее-Бисау 12 апреля 2012 года — события, произошедшие примерно за две недели до второго тура президентских выборов между Карлушем Гомешем Жуниором (ПАИГК) и Мохамедом Ялой Эмбалу (Партия социального обновления). Переворот начался вечером, когда на улицах появились военные и военная техника, после чего из эфира исчезли государственные СМИ. На следующий день люди начали выходить на улицы, несмотря на введение комендантского часа и выдачу ордеров на арест руководителей бывшей гражданской администрации.
Оба кандидата и президент сначала были арестованы хунтой. Члены Военного совета, который руководил страной до создания временного Национального переходного совета 15 апреля, заявили, что одной из причин переворота было то, что действующая гражданская администрация попросила поддержки у Анголы в реформировании вооружённых сил. После международного осуждения и санкций против руководителей хунты было подписано соглашение, по которому временным президентом стал Мануэль Сериф Намаджо, который занял третье место на выборах. Президентские выборы были прерваны; ожидается, что они будут проведены в течение двух последующих лет. В это время страной будет управлять временное правительство.

## Предпосылки
СМИ отмечали нестабильность в стране и называли её «наркогосударством». Перевороту предшествовали военные беспорядки в 2010 году и неудачная попытка государственного переворота в декабре 2011 года. Последний был обусловлен противостоянием между флотом и армией. Гвинея-Бисау является перевалочным пунктом для поставок наркотиков из Латинской Америки в Европу, и министры правительства и военный персонал обвинялись во взятии взяток за покрывание этого.
9 января 2012 после тяжёлой болезни умер президент Малам Бакай Санья. Согласно конституции, через 90 дней были назначены выборы нового президента. Несмотря на мирную кампанию, за рубежом существовали опасения относительно возможного насилия или переворота в случае, если армия не одобрит победителя. Поэтому генеральный секретарь ООН Пан Ги Мун призвал к «мирным, организованным и прозрачным» выборам. 
 В 1-м туре, состоявшемся 18 марта, глава правящей ПАИГК Карлуш Гомеш Жуниор, занимавший на момент голосования пост премьер-министра, получил 49 % голосов, однако он был непопулярен в армии из-за попыток её реформировать. 
 Непосредственно перед переворотом кандидат в президенты оппозиционер Кумба Яла предупредил о «последствиях», если начнётся кампания второго тура выборов, поскольку его заявление о фальсификации в первом туре осталась без ответа. Как утверждалось, Кумба Яла имел тесные связи с членами своей этнической группы баланте, которая считается крупнейшей этнической группой среди военных. Активная часть кампании 2-го тура, назначенного на 29 апреля, должна была начаться 13 апреля, но накануне произошёл переворот.
За несколько дней до переворота Ангола (также португалоязычная страна) объявила о выводе своих сил из Гвинеи-Бисау в связи с окончанием своей двухлетней военной миссии, которая имела целью модернизировать вооружённые силы. Ангольское государственное информационное агентство ANGOP сообщило, что ангольские войска были направлены в Гвинею-Бисау в марте 2011 года в соответствии с двусторонним военным соглашением о реформировании вооружённых сил. 16 апреля министр обороны Гвинеи-Бисау Хорхе Толентино Араухо должен был прибыть в Анголу, чтобы встретиться со своим коллегой Кандидо Перейрой дос Сантушем Ван Дуненом и начальником штаба армии Жералду Сашипенгу Нундой.

## Причины
Согласно португальскому телеканалу SIC Noticias, за день до переворота неназванный военный командир заявил, что Гомеш Жуниор пустит ангольские войска в страну. Также он заявил, что солдаты перехватили «секретный документ», которым правительство Гвинеи-Бисау санкционировало нападение Анголы на армию Гвинеи-Бисау. Руководители хунты, пришедшей к власти после переворота, выпустили неподписанное коммюнике, заявив, что «не имели амбиций к власти», а переворот был реакцией на утверждаемое заключение соглашения с Анголой, потому что 200 ангольских военных инструкторов «уничтожили вооружённые силы Гвинеи-Бисау». Представитель хунты генерал-полковник Даа Бана на Вальна позже сказал, что Гомеш Жуниор и Перейра были сброшены из-за «беспокойства» вооружённых сил из-за выборов. Согласно директору Chatham House в Африке Алексу Вайнсу, Гомеша Жуниора считали «кандидатом Анголы» на выборах.

## Переворот

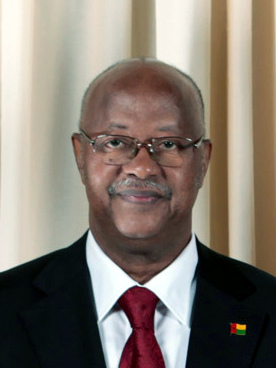
Кандидат в президенты Карлуш Гомеш Жуниор, арестованный после переворота.

12 апреля сообщалось о стрельбе с 19:00 до 21:00: восставшие войска с целью свергнуть правительство захватили контроль над центром столицы Бисау. По первоначальным сообщениям дипломатов из страны, кандидат в президенты Карлуш Гомеш Жуниор и временный президент Раймунду Перейра пропали без вести. Повстанцы захватили контроль над офисами правящей ПАИГК и радиостанциями. Они также заставили отступить полицию, лояльную к власти, обстреляв её из РПГ. Солдаты заблокировали дороги из столицы, а в 20:00 из эфира исчезло национальное радио и телевидение.
Сообщалось, дом Гомеша Жуниора был окружён военными и атакован гранатами. Камило Лима да Коста, сын главы национальной избирательной комиссии Десехадо Лимы да Косты, заявил в эфире радиостанции RDP Africa, что солдаты разграбили дом его отца, но родители не пострадали. Согласно другим сообщениям, солдаты разграбили и другие дома. Солдаты также заблокировали посольства, чтобы не позволить членам правительства там спрятаться. Несколько неназванных политиков были арестованы армией в течение ночи.
Питер Томпсон, глава британской миссии по наблюдению за выборами, так описал ситуацию в ночь переворота: «Очень большое присутствие военных на улицах. Они были достаточно скоординированы минувшей ночью с точки зрения того, как были перекрыты дороги… Сегодня на улицах очень спокойно, город гораздо спокойнее, чем обычно. Люди остаются дома. Я знаю, что армия взяла под контроль государственные СМИ и государственное телевидение, но ещё не выпустила ни одного заявления».

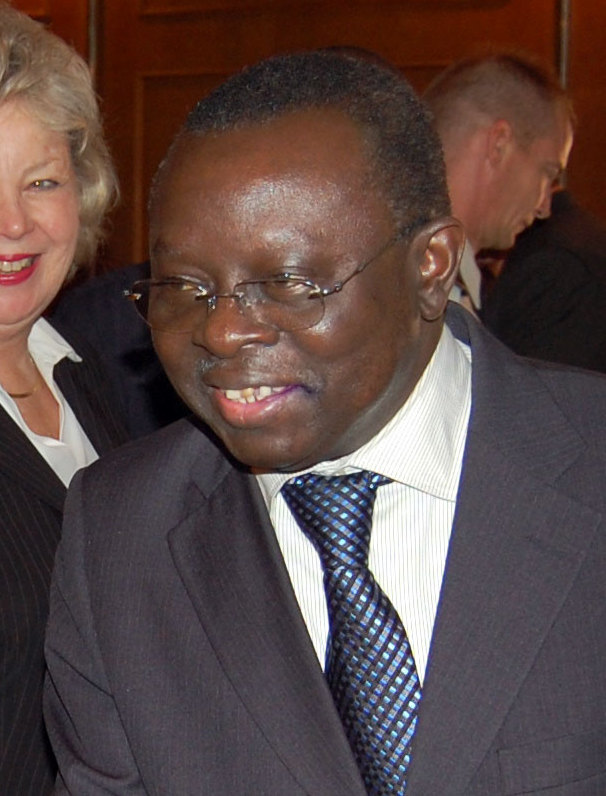
Временный президент Раймундо Перейра, который также был арестован после переворота.

Неназванное число министров правительства, а также генеральный директор судебной полиции Хоао Биаге, по сообщениям, были в бегах. 14 апреля журналист Луза Антонио Али Сильва сообщил изданию, что был арестован на короткое время, но позже был выпущен одновременно с певицей Дульсе Невес и охранниками Гомеша Жуниора. 

13 апреля Сенегал закрыл свою сухопутную границу с Гвинеей-Бисау.
Люди начали выходить на улицы, когда там уже практически не было солдат. На радио и телевидении не было никаких сообщений от правительства или лидеров переворота. Сообщалось о «необычной» тишину в Бисау. Солдаты заблокировали радио- и телевизионные станции, включая офис государственного телевидения и офис президента в Бисау. На следующий день был введён комендантский час и выданы ордеры на арест членов гражданского правительства. Частные радиостанции были закрыты. 14 апреля некоторые заведения возобновили работу, но они закрылись рано из-за комендантского часа.

## Международная реакция
На саммите Экономического сообщества стран Западной Африки (ЭКОВАС) в Кот-д’Ивуаре, посвящённом кризису в Мали, министр иностранных дел Гвинеи-Бисау Мамаду Салим дхал Пирес, узнав о событиях, происходящих в его стране, призвал к международной поддержке: «Ситуация серьезная. Солдаты оккупируют улицы. Я говорил с временным премьер-министром Адиато дхал Нандигна, и она сказала, что находилась под огнём», добавив, что международное сообщество должно продемонстрировать «энергичную реакцию» на переворот.
В течение первых часов после происшествия министр иностранных дел Кот-д’Ивуара (принимающей страны ЭКОВАС) Даниэль Каблан Дункан заявил, что «информация указывает нам, что происходит переворот. ЭКОВАС официально и строго осуждает такую попытку государственного переворота», добавив, что «это печально, что после примера Сенегала, где так хорошо прошли выборы, после Мали в Гвинее-Бисау произошло новое силовое вмешательство. Что я могу сказать на данный момент… ситуация не будет признана ЭКОВАС». Президент комиссии ЭКОВАС Кадре Десире Уэдраого выступил с заявлением следующего содержания: «Комиссия решительно осуждает это последнее вторжение военных в политику и безоговорочно осуждает безответственные действия, которые ещё раз продемонстрировали их склонность поддерживать Гвинею-Бисау в состоянии государства, которое не состоялось». ЭКОВАС позже решил направить контингент военнослужащих с целью обеспечения безопасности. Делегацию, которая также состояла из гражданских лиц, возглавил президент Гвинеи Альфа Конде. ЭКОВАС также заявил, что второй тур выборов должен состояться.
Совет Безопасности ООН единогласно осудил переворот и заявил в резолюции, что произошёл «насильственный захват власти у законного правительства Гвинеи-Бисау некоторыми элементами её вооружённых сил. [Мы] решительно осуждаем это вторжение военных в политику». Председатель Совета Безопасности, посол США Сьюзан Райс заявила: «Секретариат [ООН] призывает международное сообщество разорвать порочный круг насилия и безнаказанности в Гвинее-Бисау» и призвала к «немедленному восстановлению гражданской власти». Генеральный секретарь Пан Ги Мун заявил, что он «крайне обеспокоен» арестами гражданского руководства, а его пресс-секретарь Мартин Несирки заявил, что Пан Ги Мун призвал мятежников «немедленно и безоговорочно освободить всех задержанных и обеспечить безопасность всего населения». Совет Безопасности ООН 18 мая единогласно проголосовал за «восстановление конституционного порядка» в стране и утвердил резолюцию 2048 с санкциями, включая выдачу запрета на поездки по дипломатическим паспортам для членов военной хунты: генерала Антонио Индхая, генерал-майора Мамаду Туре Курумы, генерального инспектора вооружённых сил генерала Эстевао на Мена, начальника штаба ВВС бригадного генерала Ибраймы Камары и представителя военного командования подполковника Даа Бани на Вальны.
Содружество португалоязычных стран (CPLP) созвало внеочередное заседание 14 апреля в Лиссабоне, в котором приняли участие министры иностранных дел стран-членов. CPLP осудила переворот и призвала ООН, Африканский Союз и ЭКОВАС работать в направлении восстановления «конституционного порядка» в Гвинее-Бисау. Кроме того, они призвали к прекращению военных действий, угрожавших государству или «легитимности» Гвинеи-Бисау. Позже CPLP призвала к уполномоченному ООН военному вмешательству и отметила, что поддерживает ангольское присутствие в стране.
Председатель комиссии Африканского союза Жан Пинг заявил, что осуждает «возмутительные действия, которые подрывают усилия по стабилизации ситуации в Гвинее-Бисау и бросают тень на имидж страны и Африки». В середине мая Гвинея-Бисау была отстранена от участия в Африканском Союзе. Пресс-секретарь Верховного представителя Евросоюза по вопросам общей внешней политики и политики безопасности Кэтрин Эштон заявила, что «ЕС уже приостановил большую часть своей помощи Гвинее-Бисау», и призвала военное командование освободить задержанных лидеров и восстановить «законную власть». Экмеледдин Ихсаноглу, генеральный секретарь Организации Исламского сотрудничества, назвал переворот «отвратительным и неприемлемым актом», добавив, что эти события мешают безопасности и демократическому процессу. Он также призвал освободить задержанных политиков.
Ангольский министр обороны Кандидо Перейра дос Сантош Ван Дунем заявил, что Ангола будет «продолжать оказывать полную поддержку [Гвинее-Бисау] через отличные связи», добавив, что дата вывода войск обсуждается. 1 октября ангольский посол при ООН Исмаэль Абраао Гаспар Мартинс сообщил, что продолжается поиск решения для «нормализации конституционного порядка» в рамках работы Совета Безопасности ООН, Африканского союза, CPLP и ЭКОВАС.
Португалия, бывшая метрополия, рекомендовала своим гражданам оставаться в своих домах. Представитель МИД заявил, что «португальское правительство призывает к прекращению насилия и уважения к закону». Министр обороны Хосе Педро Агилар-Бранку заявил, что португальские военные готовы к эвакуации своих граждан: «Это наша ответственность и наша работа обеспечить надлежащую готовность в случае необходимости эвакуации». Португалия также выпустила предупреждение для своих туристов. 15 апреля было объявлено, что два военно-морских судна и самолёты были на пути в Западную Африку и готовы к возможной эвакуации 4000-5000 португальских граждан. 1 октября португальский посол при ООН Жозе Филипе Мораэс Кабрал повторил заявление Анголы на том же заседании.
Португалоязычные страны Бразилия и Восточный Тимор также отреагировали на события. Министерство Бразилии по внешним связям выразило свою «заботу» по поводу событий и заявило, что призовёт к внеочередному заседанию Совет Безопасности ООН для обсуждения этого вопроса. Президент Восточного Тимора Жозе Рамуш-Орта заявил, что «ситуация в Гвинее-Бисау, за которой я следил на протяжении многих лет, является чрезвычайно сложной, опасной, поскольку она может деградировать в ещё большее насилие, но страна не в состоянии позволить себе новую неудачу в мирном процессе и демократизации». Он также предложил стать посредником в кризисе. Его предложение было принято 16 апреля.
Министр иностранных дел Гвинеи Эдуард Нианкойе Лама призвал к «восстановлению мира и стабильности» и «всех демократических институтов», выступая на общих дебатах на 67-й сессии Генеральной Ассамблеи Организации Объединённых Наций. Президент Либерии Эллен Джонсон-Серлиф также подвергла критике «неконституционное устранение демократического правительства». Президент Намибии Хификепунье Похамба заявил на дебатах, что он осуждает «неконституционные изменения», и поблагодарил ЭКОВАС за стремление решить проблему. Нигерия также осудила переворот, её президент Гудлак Джонатан заявил на дебатах: «Гвинея-Бисау — очередная вспышка нестабильности в субрегионе Нигерии и ЭКОВАС. На самом деле ЭКОВАС была создана Контактная группа во главе с Нигерией, чтобы помочь создать переходное правительство с целью возвращения этой страны к политическому и конституционному порядку. Для выполнения этой цели Нигерия представила 10 миллионов долларов для временного правительства Гвинеи-Бисау, чтобы помочь стабилизировать обстановку в стране». Россия призвала к восстановлению гражданского правительства.
Канада также осудила переворот. Пресс-секретарь американского Белого дома Джей Карни заявил: «Мы призываем к освобождению всех государственных деятелей и призываем все стороны урегулировать свои разногласия путём демократического процесса». Американское посольство выступило с заявлением следующего содержания: «Достойно сожаления, что военные элементы Гвинеи-Бисау решили сорвать демократический процесс в Гвинее-Бисау». На пресс-брифинге официальный представитель Госдепартамента Марк Тонер призвал все стороны конфликта «сложить оружие, немедленно выпустить лидеров правительства и восстановить легитимное гражданское руководство». Государственный департамент также издал предупреждение для своих туристов и призвал своих граждан в стране «найти укрытие и избегать центра города Бисау».

## Дальнейшие события. Создание переходного правительства
Руководители переворота сформировали «Военное командование» под руководством заместителя начальника генерального штаба вооружённых сил генерала Мамаду Туре Курума. На следующий день они объявили об отстранении Гомеша Жуниора. Временный президент Раймунду Перейра и начальник генерального штаба вооружённых сил генерал Антонио Индхай, как сообщалось, находились «под контролем армии», однако были слухи, что Индхай скрывается и солдаты искали его во всех посольствах. Военное командование позже заявило, что оно также держит под арестом М.Ялу Эмбалу. Задержанные чиновники впоследствии были освобождены.
Старшие офицеры армии встретились с лидерами политических партий и призвали их сформировать переходное правительство — с условием, что армия будет контролировать министерства обороны и внутренних дел. Во встрече приняли участие Индхай, который позже был арестован, заместитель начальника генерального штаба генерал Мамаду Туре Курума, руководители армии, авиации и флота; представитель армии подполковник Даа Бана на Вальна и четыре полковника, однако не было ни одного представителя правящей ПАИГК. Пять ведущих кандидатов от оппозиции (Мохамед Яла Эмбала, Мануэль Сериф Намаджо, Энрике Роса, Басиро Дха и Висенте Фернандес) объявили на совместной пресс-конференции о бойкоте второго тура выборов. Агнела Регалья из «Союза за изменения», которая также присутствовала на встрече, сказала, что «военные начальники предложили идею новых президентских и парламентских выборов». Представитель коалиции оппозиционных партий Фернандо Вас заявил, что обсуждение продолжается третий день и для участия была приглашена ПАИГК. После встречи коалиция выдвинула военному командованию ряд предложений относительно переходного правительства национального единства.
В центре Бисау прошли небольшие протесты в поддержку Гомеша Жуниора, но, по словам Питера Томпсона, солдаты арестовали нескольких протестующих и установили блокпосты на улицах. ПАИГК, комментируя идею переходного правительства, заявила, что «отвергает любые антиконституционные и антидемократические предложения урегулирования кризиса», а также призвала к освобождению задержанных. 15 апреля солдаты разогнали демонстрацию из примерно 30 человек у Национального собрания, где проходили переговоры о переходном правительстве. Национальный союз трудящихся Гвинеи-Бисау, в который входит около 8 тысяч государственных служащих, призвал к всеобщей забастовке на следующий день.
16 апреля было достигнуто соглашение с 22 из 35 оппозиционных партий о создании Национального переходного совета. ПАИГК была отстранена от заключения сделки. Фернандо Вас заявил, что размер, состав и полномочия совета будут определены на следующий день, а затем обсуждены с военным командованием. Он также отметил, что существующие органы будут распущены, а управлять страной будут два комитета: один будет заниматься иностранными делами, а другой — социальными вопросами. Переходное гражданское правительство будет править два года, прежде чем будут проведены новые выборы. Спикер Национального собрания Мануэль Сериф Намаджо, который ранее отклонил предложение занять должность временного президента в апреле 2012 года, был избран временным президентом 11 мая 2012 года.